# Pat Tiberi

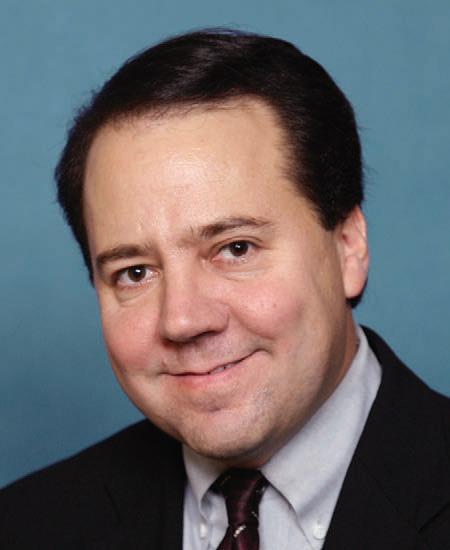
Pat Tiberi

Patrick Joseph „Pat“ Tiberi (* 21. Oktober 1962 in Columbus, Ohio) ist ein US-amerikanischer Politiker der Republikanischen Partei. Von 2001 bis 2018 war er Mitglied des Repräsentantenhauses der Vereinigten Staaten für den 12. Kongresswahlbezirk seines Bundesstaates.

## Familie, Ausbildung und Beruf
Tiberi ist Sohn italienischer Einwanderer. Er besuchte zunächst die Woodward Park Middle School, bevor an der Northland High School seinen High-School-Abschluss machte. Nach seinem Abschluss nahm er an der Ohio State University ein Journalismus-Studium auf. Dieses beendete er 1985 erfolgreich. Während seiner Studienzeit war er Mitglied der Ohio State University Marching Band, einer Band, die bei größeren Veranstaltungen aufspielte. Beruflich war er als Immobilienmakler bei einer Tochterfirma von RE/MAX tätig.
Tiberi ist Katholik. Er lebt mit seiner Frau Denice in Galena.

## Politische Laufbahn
1993 wurde Tiberi ins Repräsentantenhaus von Ohio gewählt. Bei der Wahl im November 2000 wurde er im 12. Kongresswahlbezirk Ohios in das US-Repräsentantenhaus gewählt, wo er am 3. Januar 2001 seinen Parteifreund John Kasich ablöste. Tiberi wurde bei allen folgenden Wahlen, zuletzt 2016, wiedergewählt und war Mitglied im einflussreichen Committee on Ways and Means und in drei von dessen Unterausschüssen. Innerhalb der Republikanischen Partei ist er Mitglied in einem Zusammenschluss namens Republican Main Street Partnership.
Im Oktober 2017 kündigte Tiberi an, im Januar 2018 aus dem Repräsentantenhaus ausscheiden zu wollen. Die New York Times sah dies als Zeichen der wachsenden Unzufriedenheit vieler Republikaner mit dem Stillstand im Kongress trotz eigener Mehrheit. Nach seinem Ausscheiden aus dem Kongress am 15. Januar 2018 übernahm er Anfang Januar 2018 die Leitung des Ohio Business Roundtable. Bei der außerordentlichen Nachwahl für den Rest seines am 3. Januar 2018 endenden Mandats setzte sich im August 2018 knapp der Republikaner Troy Balderson gegen den Demokraten Danny O’Connor durch.
Tiberi übergab seine Kongressdokumente im Juli 2018 dem Archiv der Ohio State University.